# Facundo Bacardi
Facundo Bacardi Massó (in catalano Facund Bacardí i Massó) (Sitges, 13 ottobre 1813 – Santiago di Cuba, 9 maggio 1886) è stato un imprenditore spagnolo naturalizzato cubano, noto per aver fondato nel 1862 la distilleria di rum Bacardi.

## Biografia
Facundo Bacardi nacque in una famiglia di muratori in Catalogna. Si trasferì al seguito dei suoi fratelli a Cuba, trovando un impiego nei grandi magazzini a Santiago; nel 1844 sposò Amalia Moreau e tre mesi dopo iniziò l'attività di commerciante in proprio. Facundo e Amalia ebbero molti figli, alcuni dei quali giocheranno un ruolo fondamentale nelle attività commerciali del padre: Emilio nacque nel 1844, Juan nel 1846, Facundo jr. nel 1848, María nel 1851, José nel 1857 e Amalia jr. nel 1861.
In seguito al terremoto e alla conseguente epidemia di colera, Facundo dovette riparare in Spagna con la sua famiglia per alcuni mesi. Al ritorno trovò le sue attività e l'economia della città devastate e non poté evitare la bancarotta nel 1855.
Subito dopo, Facundo iniziò a sperimentare il processo di distillazione del rum. In precedenza il rum era una bevanda alcolica di bassa qualità. Facundo, con l'aiuto di un franco-cubano di nome José León Boutellier, introdusse l'uso di lieviti da cognac a fermentazione più rapida, filtraggio del carbone vegetale, invecchiamento in botti di quercia bianca che permisero di produrre un distillato più raffinato e dal gusto più morbido, che venne venduto con successo nei grandi magazzini dei fratelli di Facundo.
Nel 1862 i due soci acquistarono una distilleria e costituirono la ditta Bacardi, Boutellier y Compañía. Bacardi, dotato di uno spiccato senso per gli affari e la promozione del prodotto, capì che la sua bevanda innovativa avrebbe avuto ancora più successo con un'etichettatura adeguata. Incominciò a segnare ciascuna spedizione di rum con la scritta in neretto "Bacardi M" (Bacardi Massó); in aggiunta introdusse il logo del pipistrello come marchio della ditta.
Nel 1874 riorganizzò la ditta, introducendovi membri della sua famiglia e comprando gran parte della parte di Boutellier. La nuova ditta venne chiamata semplicemente Bacardi y Compañía. La ditta divenne molto popolare, sia a Cuba sia all'estero, dopo aver vinto numerosi premi nelle esposizioni internazionali. Nel 1877 Facundo si ritirò, lasciando il comando della società ai suoi figli Emilio (presidente), Facundo jr. (mastro miscelatore) e José (vendite).